# سامسونج كابتيفيت غلايد
سامسونج كابتايفيت غلايد (بالإنجليزية: Samsung Captivate Glide)‏ هو هاتف ذكي من إلكترونيات سامسونج يعمل بنظام أندرويد.

## معرض صور

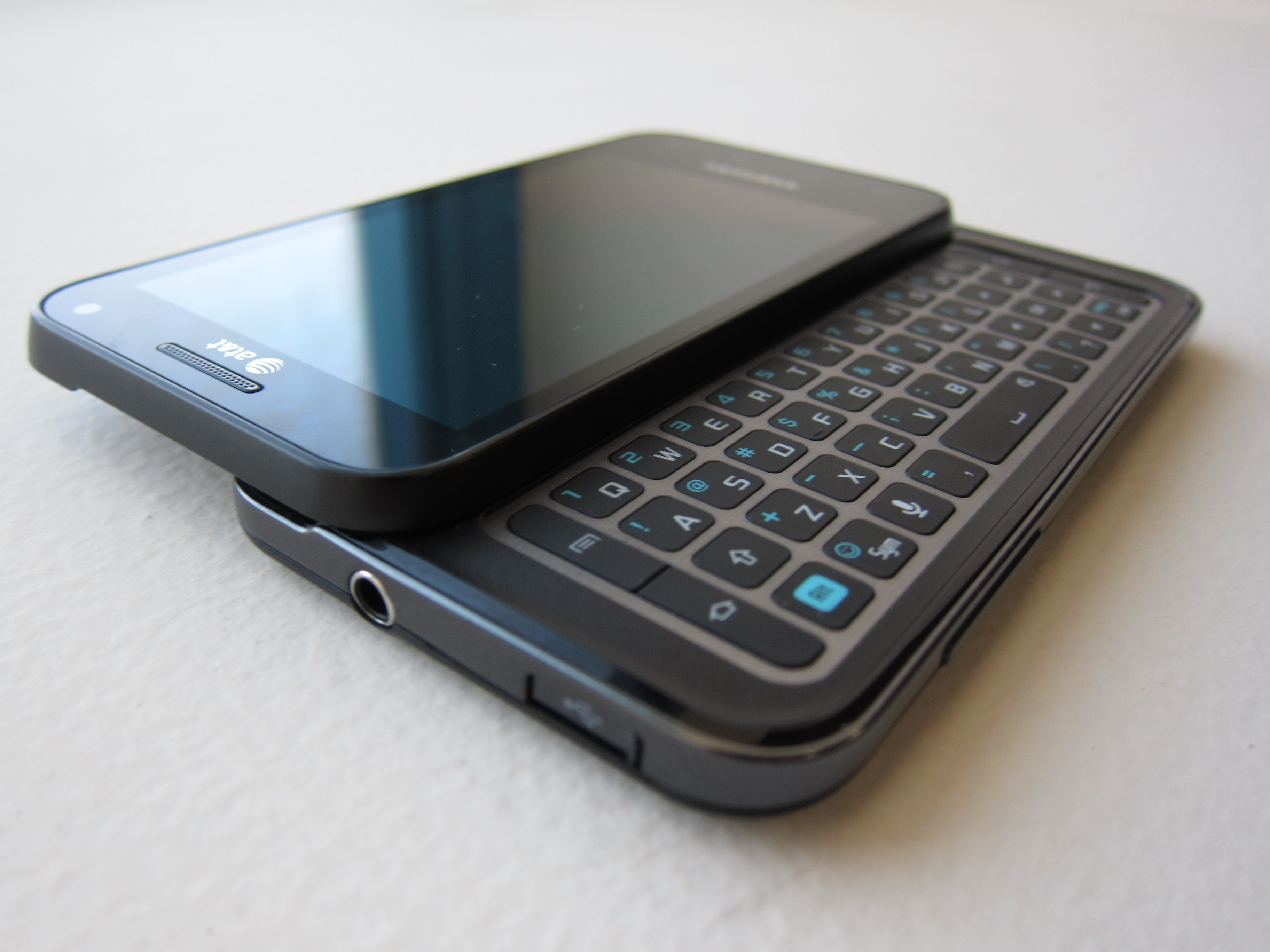
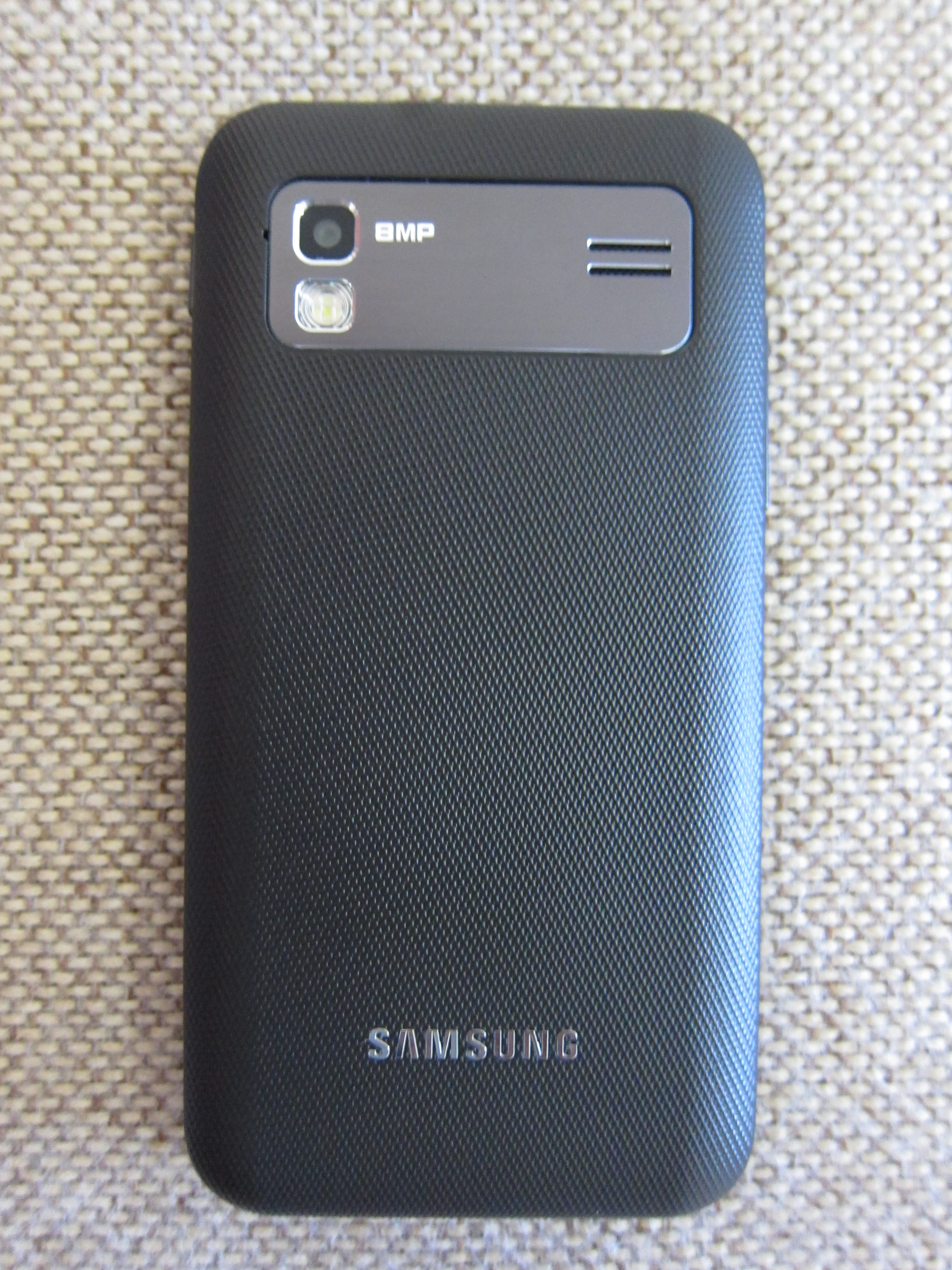
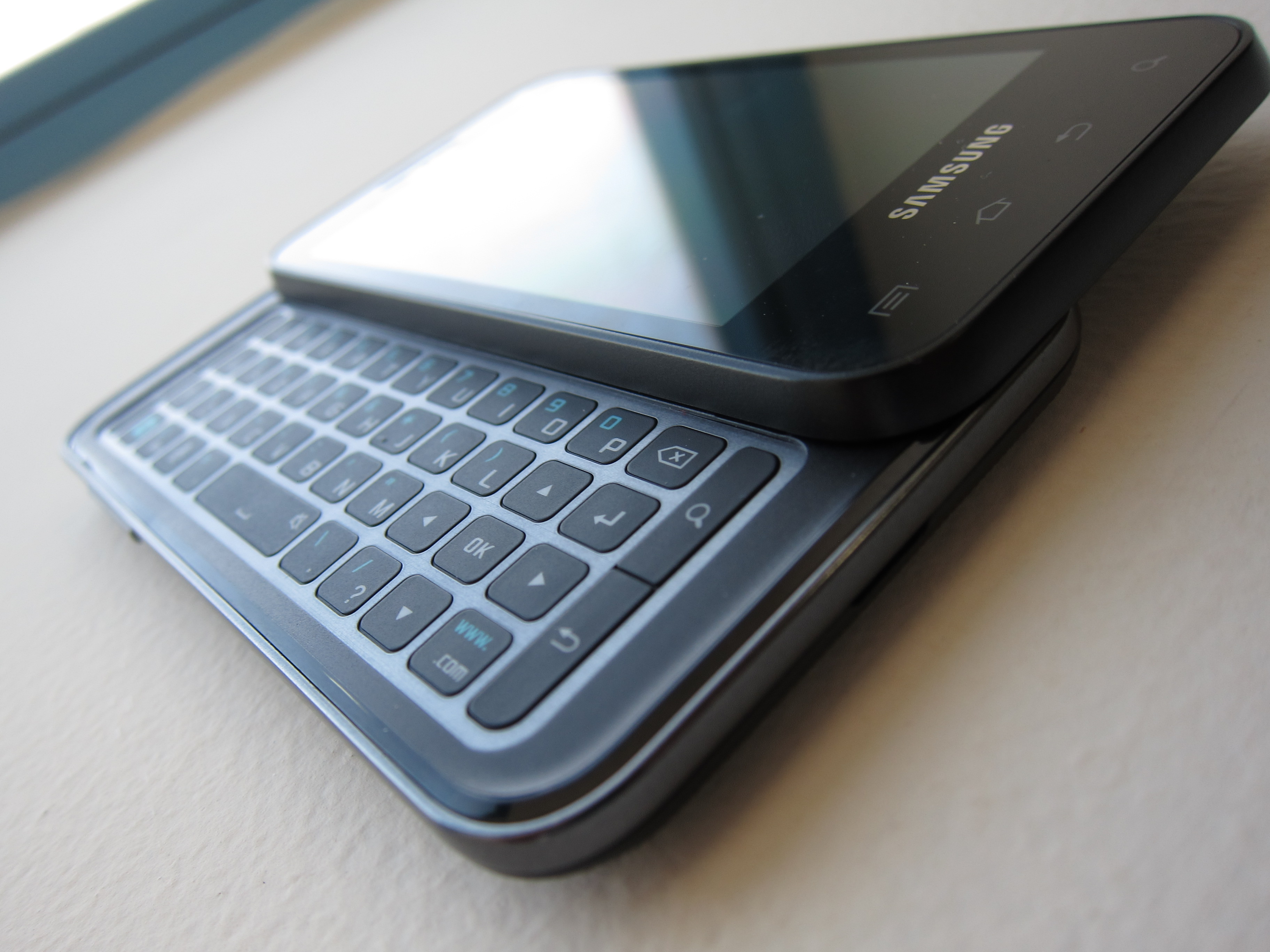
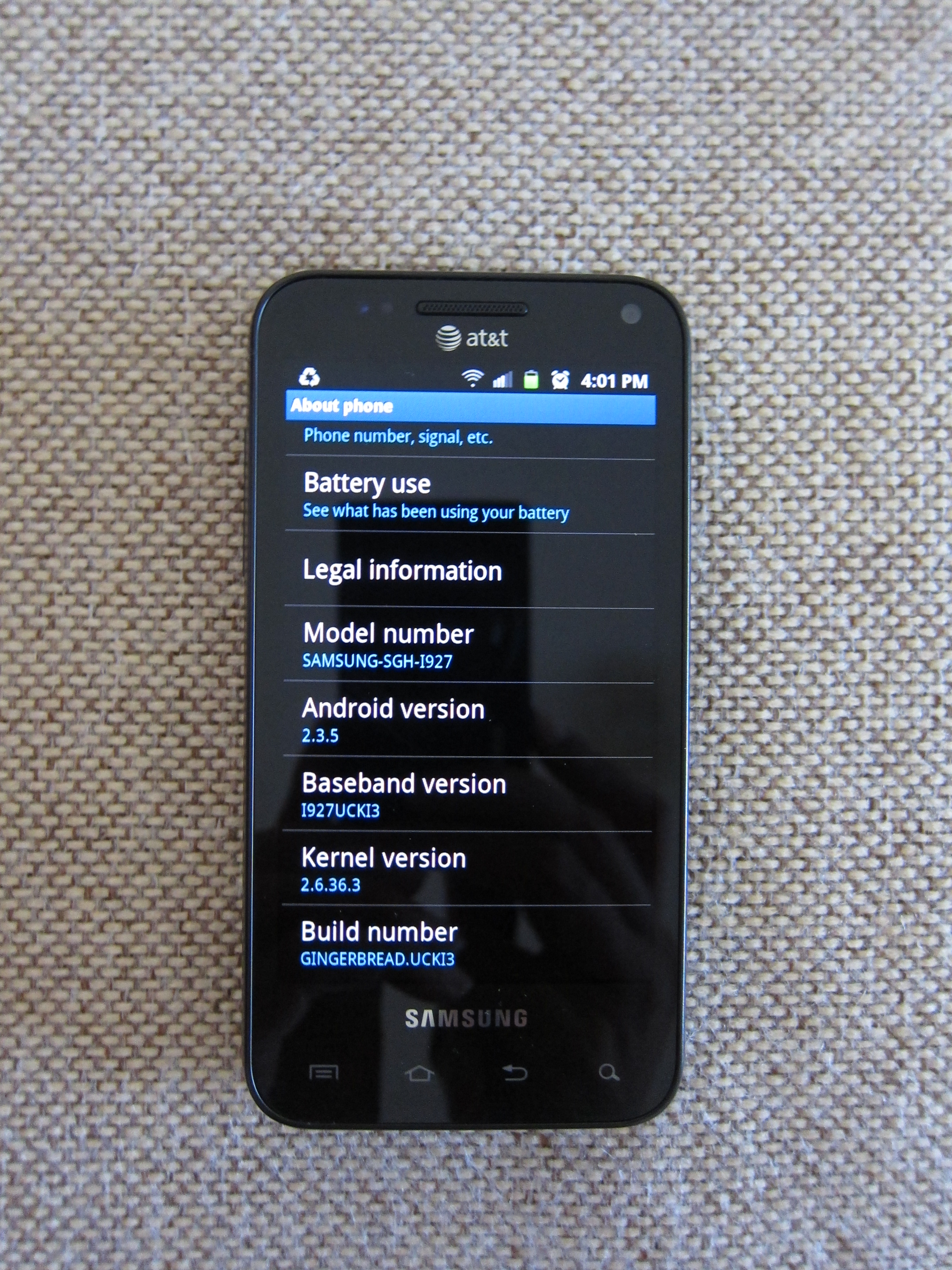
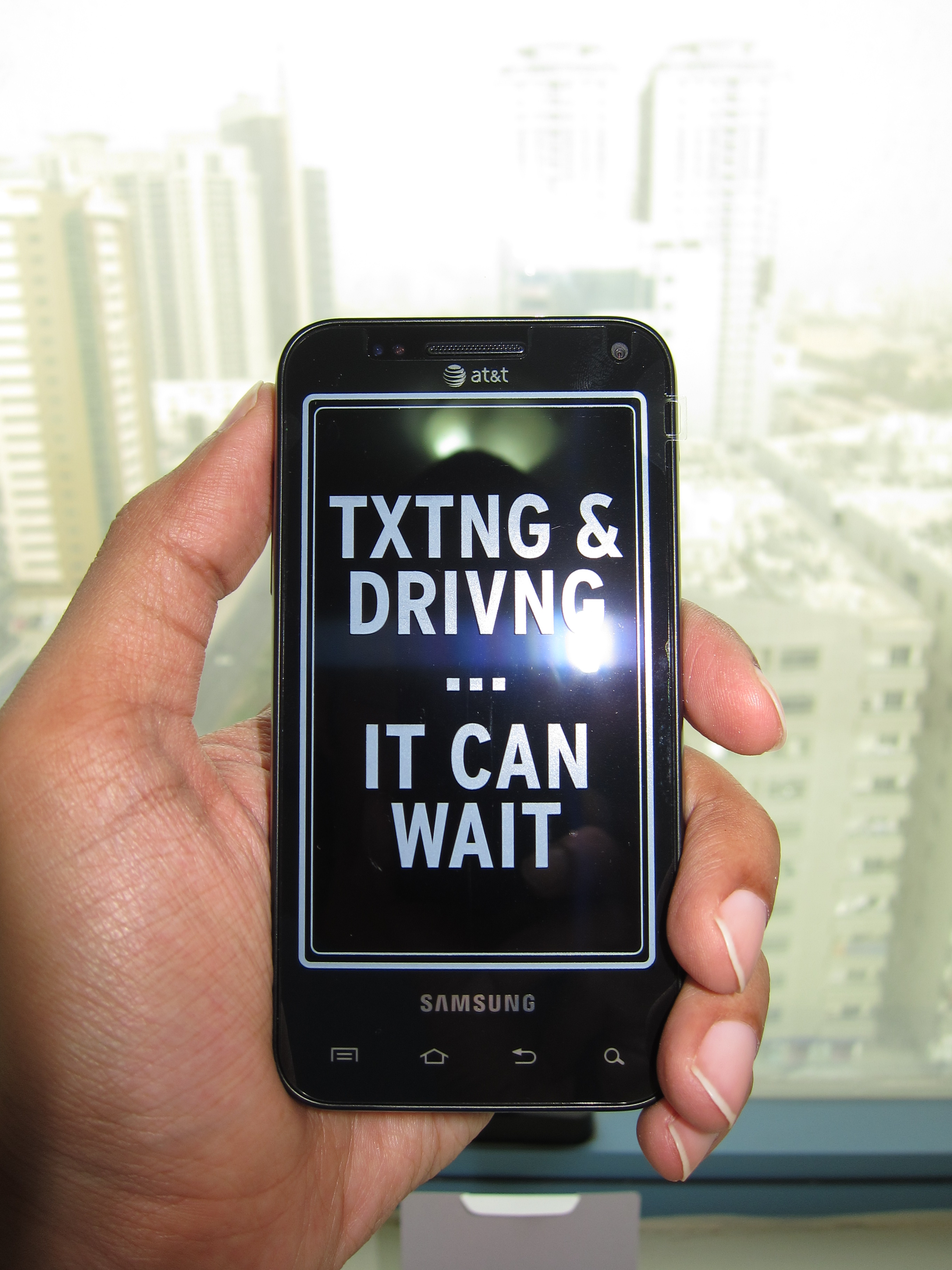

## الخصائص
- نظام التشغيل: أندرويد
- الكاميرا الأمامية: 1.3 ميجابكسل
- الكاميرا الخلفية: 8 ميجابكسل
- الوزن: 152 غ (5.4 أونصة)
- المعالج: 1 جيجا هرتز ثنائي النواة
- الذاكرة: 1 جيجابايت رام
- التخزين: 8 جيجابايت